# Accumulazione
L'accumulazione (dal latino tardo accumulatǐo, -ōnis) è una figura retorica che consiste nel mettere insieme una serie di membri o di termini linguistici accostati in modo più o meno ordinato o anche in modo caotico e senza un percorso strutturale o logico predefinito. L'accumulazione può comportare anche una rottura degli schemi e dei generi, mescolando per esempio elementi lirici o tragici in un contesto narrativo, per ottenere effetti particolari. L'accumulazione è una forma di enumerazione.
Un esempio di accumulazione caotica si trova nel romanzo Il cavaliere inesistente di Italo Calvino:
Un altro esempio di accumulazione si trova nel romanzo Il nome della rosa di Umberto Eco: